# Hugo Debaere
Hugo Debaere (Gante, 1958 - Gante 1994) foi um artística contemporâneo belga. Sua arte não se restringiu apenas a pinturas e esculturas, mas também a fotografia, néon, vídeo, desenho, impressão, arte de instalação, mídia mista e desempenho. 

## Estudo
Debaere estudou no Instituto de Arte Secundário (SSKI) de Gante (Bélgica) - a mesma cidade em que nascera. Apesar dos três anos de estudo artístico clássico e contemporâneo, Debaere é amplamente considerado como um artista autodidata. 

## Instituto Bruxelas Saint Lucas
Debaere foi convidado para ser professor no Instituto Bruxelas Saint Lucas. Recebeu o convite da artista e ex-professora Danny Matthys, para viver em Wiesbaden. Os dois eram "artista em residência" no zoológico local no qual Dabaere descobriu o trabalho com excrementos de elefantes.  

## Trabalho
Seu trabalho era uma tentativa de vincular seu visual pessoal de mundo a itens das culturas antigas e profundo conhecimento da África contemporânea. Sua habilidade em evocar o abstrato de suas esculturas figurativas, bolas de tênis, ioiô, uma figura agachada de cigarros, um circulo de mãos. 